# والتر تشارلز لانغر
والتر تشارلز لانغر (بالإنجليزية: Walter Charles Langer)‏ هو كاتب أمريكي، ولد في 5 فبراير 1899 في بوسطن في الولايات المتحدة، وتوفي في 4 يوليو 1981 في ساراسوتا في الولايات المتحدة.